# William Sterndale Bennett
William Sterndale Bennett   (Sheffield, 13 d'abril de 1816 - Gran Londres, 1 de febrer de 1875) fou un compositor i organista anglès.
Orfe de pare quan era molt petit, el crià el seu avi a Cambridge, del qual va rebre les primeres lliçons musicals. Ell el va inscriure el 1824 en el cor de la capella del King College. El 1826 l'inscriví a l'Acadèmia Reial de Música, on va ser alumne d'aquesta institució durant 10 anys, estudiant piano sota W. H. Holmes i Cipriani Potter, i composició amb Charles Lucas i el Dr. Crotch. Durant aquest temps va compondre alguns treballs que foren molt apreciats, en els quals s'hi veuen les influències del moviment contemporani de la música d'Alemanya, país que visità sovint durant els anys 1836 a 1942.

## Coneix en Mendelssohn
En un dels festivals musicals de Rhenish a Düsseldorf, conegué personalment en Mendelssohn, al qual torna a trobar molt aviat altre cop a Leipzig, on els músics principals de la generació del renaixement musical acolliren amb molta satisfacció el jove anglès talentós. En un dels concerts celebrats a l'Gewandhaus, Bennett interpretà el seu Concert nº. 3, que fou rebut amb entusiasme. Robert Schumann va escriure un article lloant el músic anglès i dient que era un músic amb àngel.
Mendelssohn influencià fortament en Bennett, un bon exemple d'això es pot veure en el seu Capriccio in re menor. El seu gran èxit en el continent establí la seva posició per retornar a Anglaterra. El 1834 fou elegit com a organista de la capella de St. Anne (avui església). Aquest mateix any va compondre l'Obertura Parisenca i el Concert en do menor amb l'estil Mozart. Un inèdit Concert en fa menor, i l'Obertura The Naiads, impresa per Broadwood & Sons, que ja li havien ofert al compositor el 1836 a Leipzig, i després li oferiren un concert a la Gewandhaus el 13 de febrer de 1837.
Bennett visità Leipzig per segona vegada el 1840-41 quan compongué el Caprice en Mi per a piano i orquestra, i llur obertura Die Waldnymphe (Les Ninfes del Bosc).

## Tornada a Londres
Tornà a Londres, el 1844 es casà amb Marie Anne, filla del capità James Wood. A la capital anglesa es dedica principalment a l'ensenyança pràctica, tenint entre d'altres alumnes en Francis Edward Bache. El 1856 l'anomenaren professor de la música a la Universitat de Cambridge, on tingué entre altres alumnes la contralt londinenca Charlotte Sainton-Dolby. i la compositora Alice Mary Smith. Aquest mateix any en què també el contractaren com a director permanent de la Societat Filharmònica. En aquest lloc hi va romandre fins al 1866, en què el nomenaren director de la Royal Academy of Music on va tenir entre altres alumnes l'avantatjat Charles Steggall, i en William Rea.
Degut als seus deures professionals, els seus últims anys no eren fèrtils ni creatius, a penes escrivia com en els seus principis de joventut. L'encant principal de les composicions de Bennett (sense mencionar la seva mestria absoluta de la forma musical), consisteix en la dolcesa del seu concepte, elevant-se sovint a la intensitat lírica més dolça.
A excepció de l'òpera, Bennett intenta posar mà en quasi totes les formes diferents d'escriptura vocal i instrumental. Els seus millors treballs inclouen la música per a piano (tres esborranys: El llac, The Millstream i La font, i el seu Concert de piano n.º 3); música per a orquestra (la seva Simfonia en sol menor i la seva obertura The Naiads); i música vocal (la cantata The May Queen, escrita per al festival inaugural de Leeds de 1885). I pel Jubileu d'Or de la Philarmonic Society, va escriure l'obertura Paradise and the Peri, l'any 1862. També va escriure la cantata sagrada, La muller de Samaria, escrita per al Festival Triennal de Birmingham de 1867.

## Honors i últimes obres
El 1870 la Universitat d'Oxford li conferí el grau honorari de D.C.L.; un any més tard, el Knighted, i el 1872 rebé testimoni públic davant molts afeccionats a la música al St. James Hall, a Londres, els diners anaven per una subscripció d'una beca a la Royal Academy of Music. Poc temps abans de morir escriví una sonata nomenada The Maid of Orleans, i elaborà una peça programa-música basada en la tragèdia de Friedrich von Schiller.

## Obres
Llista de composicions principals:

### Piano i Orquestra
- 1832.- Concert nº. 1 re menor, Op. 1
- 1833.- Concert nº. 2 Mi bemoll, Op. 4
- 1834.- Concert nº. 3 do menor, Op. 9
- 1836.- Concert en fa menor
- 1838.- Concert nº. 4 fa menor, Op. 19
- 1841-3.- Concert "Concert-Stuck". la menor
- 1835.- Obertura Parisina, Op. 3
- 1836.- Obertura The Naiads, Op. 15
- 1838.- Obertura Die Waldnymphe, Op. 20
- 1862.- Obertura-Fantasia. Paradise and the Peri. Op. 42
- 1867.- Simfonia en sol menor. Op. 43 (revisada el 1867) (patrocinada per la Royal Philharmonic Society).

### Piano
- 1836.- Tres esborranys musicals, Op. 10
- 1836.- Tres Impromptus, Op. 12
- 1837.- Sonata nº. 1 fa menor. Op. 13
- 1836-37.- Tres Romances. Op. 14
- 1837.- Fantasia en la major. Op. 16
- 1841.- Suite de Peces. Op. 24
- 1841.- Quatre Peces. Op. 28
- 1869-73.- Sonata "The Maid of Orleans". Op. 46

### Música de Cambra
- 1835.- Sextet per a piano i cordes en Fa sostingut menor. Op. 8
- 1839.- Trio de Cambra per a piano i violoncel. Op. 26
- 1852.- Sonata, per a violoncel i piano. Op. 31.

### Treballs vocals
- 1858.- The May Queen (Pastoral). Op. 39
- 1867-68.- The Woman of Samaria (Cantata Sacra)
- 1834-42.- Sis Cançons: Primera part. Op. 23
- 1837-44.- Sis Cançons: Segona part. Op. 35